# سیارک ۲۱۸۷۳
سیارک ۲۱۸۷۳ (به انگلیسی: 21873 Jindrichuvhradec، نامگذاری:1999UU3) بیست و یک هزار و هشتصد و هفتاد و سومین سیارک کشف شده‌است که در ۲۹ اکتبر ۱۹۹۹ کشف شد.
قدر مطلق سیارک برابر ۳۳.۸ است.